# Акіяма Тоехіро
Тоехіро Акія́ма  (яп. 秋山 豊寛 Акіяма Тоехіро, народ. 22 липня 1942 року, спеціальний район Сетагая, Токіо, Японія)  — японський журналіст, світову популярність якому приніс космічний політ, під час якого він став першим японцем і першим професійним журналістом в космосі.

## Освіта
- 1966 рік — закінчив факультет суспільних наук Міжнародного християнського університету в Токіо.

## Професійна діяльність
- 1966 — початок роботи в телерадіокорпорації Tokyo Broadcasting System (TBS).
- З 1967 по 1971 рік — робота у Лондоні для корпорації Бі-Бі-Сі (англ. BBC World Service).
- З 1971 року — старший редактор і коментатор програм міжнародних новин TBS.
- З 1984 року — директор кореспондентського бюро TBS у Вашингтоні (США).

## Космічна підготовка
- 17 серпня 1989 рік — пройшов відбір для здійснення комерційного радянсько-японського польоту, спонсорованого корпорацією TBS. Сума, яку корпорація сплатила за політ свого співробітника, значно відрізняється в різних джерелах (28 мільйонів доларів США[3], 25 мільйонів[4], 5 мільярдів єн або 37 мільйонів доларів США[5]). Таким чином TBS відсвяткувала сорокаріччя свого створення в 1950 році[6].
- Жовтень 1989 року — розпочав тренування у Центрі підготовки космонавтів ім. Ю. А. Гагаріна.

## Космічний політ
- 2 грудня 1990 року стартував у космос на кораблі «Союз ТМ-11» як космонавт-дослідник у складі екіпажу восьмої основної експедиції орбітальної станції «Мир» спільно з командиром корабля В. М. Афанасьєвим і бортінженером М. Х. Манаровим.

Став 239-ю людиною і першим японцем в космосі. Перші ж години на орбіті показали недостатність підготовки, Тоехіро виявився схильний до «космічної хвороби», пов'язаної з розладами вестибулярного апарата.
- 4 грудня 1990 року — проведено стикування з орбітальною станцією «Мир». За сім днів роботи на космічній станції провів кілька прямих репортажів для японської аудиторії, показові телеуроки для японських школярів. Провів біологічні експерименти з японськими деревними жабами.
- 10 грудня 1990 року — повернення на Землю на космічному кораблі «Союз ТМ-10» у складі сьомої основної експедиції спільно з командиром корабля Г. М. Манаковим і бортінженером Г. М. Стрекаловим.

Тривалість польоту склала 7 діб 21 година 54 хвилини.

## Діяльність після польоту
Після польоту працював заступником директора департаменту новин TBS.
У квітні 1991 року з групою японських журналістів знімав фільм про стан Аральського моря в Казахстані.
Пішов з корпорації TBS в 1995 році, не погодившись з активною комерціалізацією телебачення. Організував ферму з вирощування рису і грибів у горах Абукума в районі міста Тамура в префектурі Фукусіма. У квітні 2011 року після землетрусу й аварії на АЕС Фукусіма-1 був змушений покинути ферму і виїхати.

## Публікації
Виступав з доповідями, згодом опублікованими, присвяченими своєму польоту.
- «Задоволення космічного польоту» (англ. The Pleasure of Spaceflight, Journal of Space Technology and Science, Vol.9 No.1'93).
- У співавторстві опублікував статті про розвиток космічного туризму.

## Нагороди
- Російська Медаль «За заслуги в освоєнні космосу» (12 квітня 2011 року) — за великий внесок у розвиток міжнародного співробітництва в галузі пілотованої космонавтики[12].